# 瓦利卡
瓦利卡（法語：Vallica，法語發音：[valika]）是法国上科西嘉省的一个市镇，属于卡尔维区。

## 地理
瓦利卡（42°31'16"N, 9°3'5"E）面积12.07 平方千米，位于法国上科西嘉省，该省份位于科西嘉北部，后者为地中海西部的一座岛屿，也是法国的一个单一领土集体，位于法国大陆部分的东南面，意大利半島的西面，最临近的地块是撒丁岛。
与瓦利卡接壤的市镇（或旧市镇、城区）包括：奥尔米-卡佩拉、阿斯科、卡斯蒂福、莫尔蒂福。

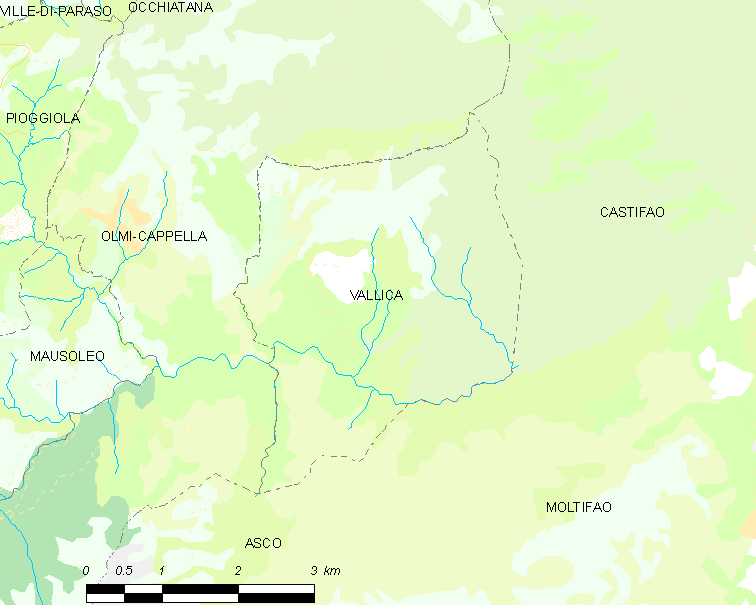
瓦利卡的OSM定位图

瓦利卡的时区为UTC+01:00、UTC+02:00（夏令时）。

## 行政
瓦利卡的邮政编码为20259，INSEE市镇编码为2B339。

## 政治
瓦利卡所属的省级选区为利勒鲁斯县。

## 人口

1962-2008年间瓦利卡人口变化图示

瓦利卡于2022年1月1日时的人口数量为28人。